# Alvin Gentry
Alvin Harris Gentry (ur. 5 listopada 1954 w Shelby) – amerykański trener koszykarski.
Podczas pobytu na Appalachian State występował na pozycji rozgrywającego pod wodzą trenera Pressa Maravicha, ojca Pistol Pete’a, na następnie Bobby’ego Creminsa.
Po ukończeniu uczelni jego kuzyn, były All-Star NBA David “Skywalker” Thompson zaaranżował mu testy w Denver Nuggets. Mimo iż nie dostał się do zespołu, zrobił na tyle dobre wrażenie na trenerze Larrym Brownie, że ten zatrudnił go później na stanowisku asystenta trenera.
Pod koniec maja 2015 został zatrudniony na stanowisku głównego trenera w klubie New Orleans Pelicans, jeszcze przed rozpoczęciem finałów NBA z udziałem Golden State Warriors, w których pełni funkcję asystenta trenera Steve’a Kerra.
15 sierpnia 2020 został zwolniony przez New Orleans Pelicans. 6 października dołączył do sztabu szkoleniowego Sacramento Kings. 21 listopada 2021 został mianowany tymczasowym trenerem głównym.

## Osiągnięcia
- Mistrz:
  - NBA jako asystent trenera (2015)[6]
  - NCAA jako asystent trenera (1988)[1]
- Trener miesiąca Konferencji Zachodniej NBA (listopad 2009, marzec 2010)[1]